# Malec l'insaisissable
Pour les articles homonymes, voir L'Insaisissable.
Pour plus de détails, voir Fiche technique et Distribution.
Malec l'insaisissable (The Goat) est un film américain écrit et réalisé par Buster Keaton et Malcolm St. Clair sorti en 1921. 

## Synopsis
Malec erre dans la ville à la recherche de vivres et de roublardises. Mais à la suite d'un malentendu, il se retrouve confondu avec le célèbre bandit Dead Shot Dan. S’ensuit dès lors une course-poursuite dans la ville entre le jeune homme débrouillard et des policiers maladroits…

## Fiche technique
- Titre : Malec l'insaisissable
- Titre original : The Goat
- Réalisation : Buster Keaton et Malcolm St. Clair
- Scénario : Buster Keaton et Malcolm St. Clair
- Photographie : Elgin Lessley
- Direction technique : Fred Gabourie
- Producteur : Joseph M. Schenck
- Société de production : Comique Film Corporation
- Distribution : Metro Pictures
- Pays de production : américain
- Format : noir et blanc - 1,37:1 - Format 35 mm
- Langue : film muet intertitres anglais
- Genre : comédie
- Durée : deux bobines (environ 24 minutes)
- Date de sortie : États-Unis : 15 mai 1921

## Distribution
- Buster Keaton : le jeune homme (Malec pour la version françaises)
- Virginia Fox : la fille du chef de la police
- Edward F. Cline : policier
- Joe Roberts : le chef de la police
- Malcolm St. Clair : le criminel Dead Shot Dan
- Jean C. Havez
- Joe Keaton
- Louise Keaton
- Myra Keaton